# Wolff Jacob Lauffensteiner
Wolff Jacob Lauffensteiner est un compositeur et luthiste autrichien de la période baroque, né près de Steyr en 1676 et mort le 26 mars 1754.
Il est l'exact contemporain du luthiste autrichien Johann Georg Weichenberger, né la même année que lui, et précède Sylvius Leopold Weiss de dix ans.

## Biographie
Wolff Jacob Lauffensteiner, né près de Steyr en 1676, est le fils d'un gardien de tour du même nom.
Sa carrière de luthiste le conduit de Graz en Autriche, où il vivait en 1709, à la cour de Bavière à Munich,.
À dater de 1712, il donne des leçons de musique aux fils de l'Électeur de Bavière Maximilien-Emmanuel (1662-1726) et enseigne le luth à certains d'entre eux,.
Il devient ensuite le valet de chambre du prince Ferdinand Marie Innocent, quatrième fils de Maximilien-Emmanuel et de Thérèse Sobieska, avec lequel il voyage en Allemagne et en France.
En 1722, il rencontre probablement à Munich Sylvius Leopold Weiss qui se produit lors des festivités du mariage de Charles Albert de Bavière (frère aîné de Ferdinand Marie Innocent, employeur de Lauffensteiner) et de Marie-Amélie d'Autriche, fille de l'empereur.
Lauffensteiner reçoit une pension après la mort de son employeur en 1738 et meurt le 26 mars 1754 à l'âge de 77 ans.

## La musique pour luth autrichienne
Wolff Jacob Lauffensteiner (1676 à 1754) et Johann Georg Weichenberger (1676 à 1740) sont deux importants représentants de la musique autrichienne de luth baroque nés la même année, en 1676. En raison des similitudes stylistiques de leurs compositions avec la musique de luth allemand, rendue célèbre par Sylvius Leopold Weiss (1687-1750), les œuvres de ces compositeurs ont souvent été considérées comme faisant partie du répertoire de luth allemand (et même parfois attribuées à tort à Weiss), mais il est plus approprié de parler de musique de luth autrichienne : en effet, dans son ouvrage Untersuchung des Instruments der Lauten de 1727, Ernst Gottlieb Baron les loue mais ne les compte pas au nombre de ceux qui suivent Weiss dans sa façon de traiter le luth,.

## Œuvres
Lauffensteiner a laissé les œuvres suivantes en manuscrit, :
- six divertissements (partitas) pour le luth ;
- six duos pour deux luths.

## Discographie
- Miguel Yisrael
  - Austria 1676 - Brilliant Classics 2012
    - Partita en sol mineur
    - Partita en do mineur
    - Partita en si bémol